# Wasserversorgung

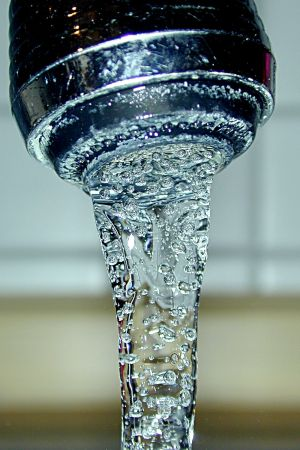
Trinkwasser aus einem Perlator eines Wasserhahns

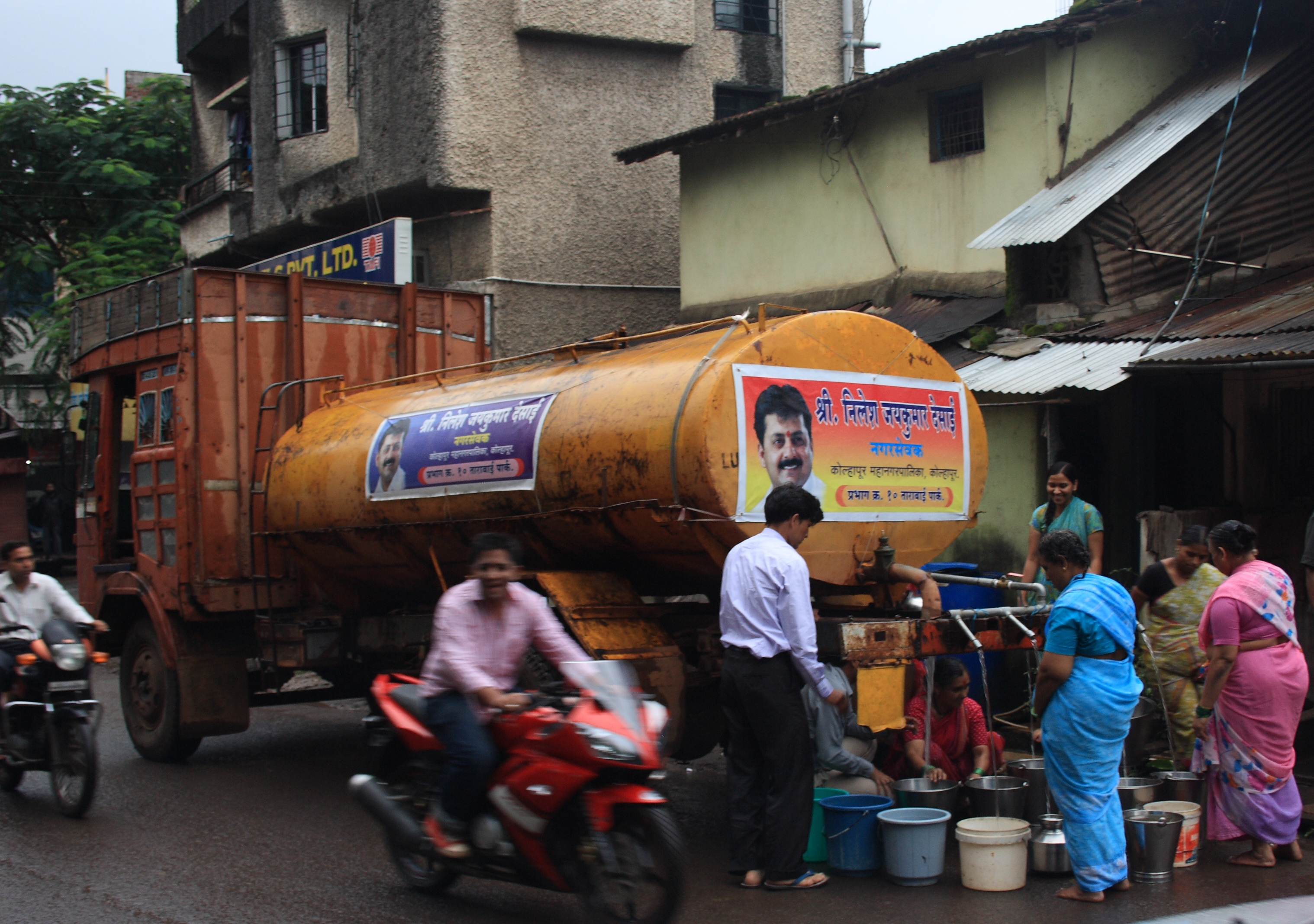
Wasser aus dem Tanklaster – wenn aus der Leitung nicht genug kommt

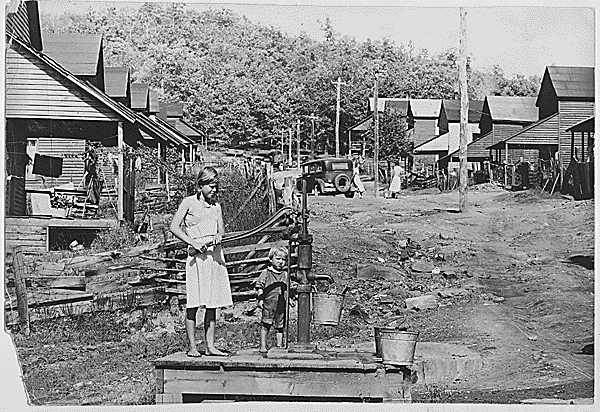
Wasserversorgung per Handpumpe (1942)

Wasserversorgung ist die Erschließung und Bereitstellung von Trinkwasser für die Bevölkerung und Betriebswasser für Gewerbe und Industrie.

## Technik und Organisation
Die Trinkwasserversorgung für die Bevölkerung ist ein Teil der Daseinsfürsorge und muss auf kommunaler Ebene für die Bevölkerung zur Verfügung gestellt werden. Träger der Aufgabe sind meist Regiebetriebe oder kommunale Zweckverbände.
In technischer Hinsicht ist die Aufgabe der Wasserversorgung der Bau und der Betrieb von Anlagen
- zur Gewinnung von Rohwasser, z. B. aus Brunnen (siehe auch Grundwasser), Quellwasser, Oberflächenwasser aus Seen, Flüssen oder Teichen, Auffangen von Regenwasser in Zisternen,
- zur Aufbereitung des gewonnenen Rohwassers zu Trinkwasser oder Brauchwasser,
- zur Wasserverteilung, z. B. Wasserleitungen, Zwischenspeicher, z. B. Hochbehälter, Pumpstationen, Druckerhöhungsanlagen,
- zur Löschwasserversorgung,
- zur Warmwasserversorgung.

In organisatorischer Hinsicht müssen die entsprechenden Strukturen für die Abwicklung dieser Maßnahmen geschaffen werden. Dies können Unternehmen oder juristische Personen sein. Zudem wurden in einzelnen Staaten besondere Konstruktionen zur Gewährleistung der öffentlichen Wasserversorgung eingeführt. In Deutschland übernehmen diese Aufgaben die Kommunen oder Wasserverbände bzw. privatrechtlich organisierte Versorgungsunternehmen, die zumeist mehrheitlich in Kommunalbesitz sind, in Österreich die Wassergenossenschaften und Wasserverbände. In der Schweiz liegt die Wasserversorgung in der Kompetenz der Kantone. Diese delegieren den Versorgungsauftrag weiter an die Gemeinden und räumen ihnen diesbezüglich erhebliche Entscheidungsfreiheiten ein.
Das Mischen von unterschiedlichen Wässern in Wasserversorgungsnetzen kann Probleme verursachen.
Der technische Rahmen der Wasserversorgung basiert in Deutschland auf dem DVGW-Regelwerk, in der Schweiz auf dem SVGW-Regelwerk und in Österreich auf dem ÖVGW-Regelwerk. Ein Water Safety Plan kann den Wasserversorger sowohl bei der Risikoanalyse und Risikobewertung unterstützen als auch zur Qualitätssicherung im Betrieb anregen.
In küstennahen Trockengebieten trägt auch die Meerwasserentsalzung zur Wasserversorgung bei.
Eine Privatisierung der Trinkwasserversorgung hat sich nicht bewährt, da mit der monopolartigen Unternehmensform notwendige Investitionen in die Infrastruktur zur Gewinnmaximierung unterbleiben. Beispielhaft mussten die Berliner Wasserwerke wieder zurückgekauft werden. In England sind durch die Privatisierung die Kosten für Trinkwasser extrem angestiegen und erfordern öffentliche Mittel zum Weiterbetrieb.

## Geschichte
Über antike bis mittelalterliche Wasserversorgung siehe Wasserkunst und Schöpfräder.
In Deutschland erhielt die Hansestadt Hamburg im Jahr 1848 die erste moderne Wasserversorgung, Berlin folgte 1855, Magdeburg 1859. Die meisten weiteren Städte folgten in den 1860er und 1870er Jahren. In England wurde eine Wasserversorgung bereits in den 1840er Jahren eingerichtet, Wien erhielt im Jahr 1873 eine erste Hochquellenleitung aus dem Gebiet des Schneebergs. Eine zweite Hochquellenleitung aus dem Gebiet des Hochschwabs folgte von 1900 bis 1910. Dieses Aquädukt hat eine Länge von rund 170 km. Durch das Vorhandensein einer Wasserversorgung konnte die Brandbekämpfung über die Wasserentnahme aus Hydranten wesentlich schneller und mit geringerem Aufwand vorgenommen werden.